# Panosa
La panosa es un trisacárido formado por la unión de tres moléculas de glucosa. La estructura química es glucosa α(1→6)-glucosa α(1→4)-glucosa, es decir existe un enlace entre los carbonos 1 y 6 que une dos moléculas de glucosa y otro entre los carbonos 1 y 4 que une la segunda glucosa con la tercera. Tiene sabor dulce, se encuentra en la miel en pequeñas cantidades.

## Historia
Fue aislado por primera vez a partir de un cultivo de Aspergillus niger en maltosa por S.C. Pan.

## Hidrólisis
La hidrólisis de la panosa produce glucosa y maltosa.